# Right Side Broadcasting Network
Right Side Broadcasting Network (RSBN), auch bekannt als Right Side Broadcasting, ist ein rechtskonservatives US-amerikanisches Medienunternehmen, das im Juli 2015 von Joe Seales gegründet wurde. Es ist bekannt für seine Direktübertragungen von republikanischen Veranstaltungen, insbesondere der Rallies von Donald Trump, über YouTube und Rumble.

## Gründung
Im Juli 2015 begann Joe Seales, die Rallies von Donald Trump, dem damaligen Präsidentschaftskandidaten der Republikanischen Partei, im Internet live zu übertragen. Nachdem die Nachfrage nach unbearbeitetem Videomaterial über Donald Trump zu steigen begonnen hatte, gründete er noch im selben Monat das RSBN, um den „vollen Kontext“ einer Trump-Rede zu zeigen.

## Tätigkeiten
Im Sommer 2016 startete das Unternehmen mehrere religiös-politische Shows mit Wayne Dupree und Pastor Mark Burns.
Laut Seales schaute Donald Trump im Wahlkampf zur Präsidentenwahl 2016 in seinen Privatjet die Berichterstattungen von RSBN zu seinen Rallies an. Donald Trump übertrug zudem die RSBN-Streams seiner öffentlichen Auftritte auf seinem Facebook-Profil. Die Verbindung mit Trump begann zu wachsen, im Oktober 2016 erhielt Trump eine nächtliche Nachrichtensendung.
Am 7. Dezember 2016 erhielt das Netzwerk Zugang zum Presseraum des Weißen Hauses.
Auch während Trumps Präsidentschaft und seiner Wahlkampagne 2020 übertrug das Netzwerk jede seiner öffentlichen Reden, außerdem auch zwei Rallies der republikanischen Kongress-Kandidaten für Georgia, David Perdue und Kelly Loeffler.
RSBN ist auf Twitter, YouTube, Instagram, Facebook, Telegram, GETTR und Rumble zu finden.
Im März 2024 hatte der YouTube von RSBN über 1,6 Mio. Abonnenten und hatte bisher insgesamte 284 Mio. Aufrufe (Sommer 2023).